# La scuola di ballo
La scuola di ballo è un'opera teatrale in terzine in cinque atti di Carlo Goldoni: messa in scena per la prima volta il 22 ottobre del 1759 al Teatro San Luca di Venezia, venne replicata per una sola sera. L'esperimento - che dovette costare non poca fatica all'autore, data la scarsa dimestichezza con il metro della terzina - doveva secondo le sue intenzioni, riconquistare il pubblico veneziano del Teatro San Luca, che durante l'assenza del commediografo aveva chiuso le recite con gravi perdite. La commedia, nonostante il tema alla moda, non ottenne i risultati sperati, mentre il concorrente Teatro San Samuele portava in trionfo Antonio Sacco con i suoi lazzi di Arlecchino. 
In questa commedia, dedicata al mondo della danza e che si inserisce nell'elenco delle composizioni metateatrali di Goldoni, viene rappresentato un microcosmo angusto, dominato dall'interesse e dalla necessità, dove l'arte soggiace alla logica del riscatto sociale ed economico, alla minaccia della fame e della vecchiaia incombente, secondo una strategia drammaturgica e letteraria, incentrata sulla contrapposizione fra un registro alto e uno basso, in grado di sortire un effetto grottesco. Carlo Goldoni si rivela attento conoscitore della scena coreutica settecentesca, partecipa al vivace dibattito sulla ridefinizione dei generi e arricchisce il quadro della storia della danza nel Settecento.
L'opera faceva parte del progetto delle Nove muse, che prevedeva la stesura di nove opere di diverso registro scritte in metrica e dedicate ognuna a una dea del Parnaso (Tersicore, in questo caso). La scuola di ballo fu una delle poche che vide la luce nei tempi previsti dal suo autore, insieme a Gli amori di Alessandro Magno e Artemisia, rappresentate in autunno, a Gl'innamorati e a L'impresario delle Smirne, allestite nel successivo Carnevale. Enea nel Lazio e Zoroastro andarono in scena l’anno seguente, mentre delle ultime due non si ha notizia. La fortuna di questi componimenti fu alterna presso i contemporanei, così come rimane ondeggiante oggi.

## Trama
Monsieur Rigadon, maestro di ballo avaro e lascivo, tenta di ingannare un impresario facendogli ingaggiare la peggiore allieva.

## Poetica
Accolta tiepidamente alla sua prima rappresentazione,  La scuola di ballo fu poi dimenticata anche dal suo autore, che non la ricorda nei propri Mémoires (ad ogni modo, nel 1792 dette il consenso all'editore Zatta per la pubblicazione). Viceversa la commedia appare ai nostri occhi di indubbio interesse per la sapiente costruzione, ricca com'è di intrighi e di ben delineati caratteri. Il mondo della danza e dei ballerini nella Venezia di metà Settecento vi è infatti brillantemente esplorato in tutti i suoi aspetti, dalle varie tipologie di balli in uso in quel momento alle manie dei loro interpreti, dalla figura del maestro di ballo agli spunti polemici contro gli eccessi del virtuosismo e nei confronti degli impresari teatrali.